# Палау (муніципалітет)
Палау (італ. Palau, сард. Lu Palau, вен. Palau) — муніципалітет в Італії, у регіоні Сардинія, провінція Сассарі. До 2016 року муніципалітет належав до провінції Ольбія-Темпіо.
Палау розташоване на відстані близько 270 км на захід від Рима, 220 км на північ від Кальярі, 32 км на північ від Ольбії, 40 км на північний схід від Темпіо-Паузанії.

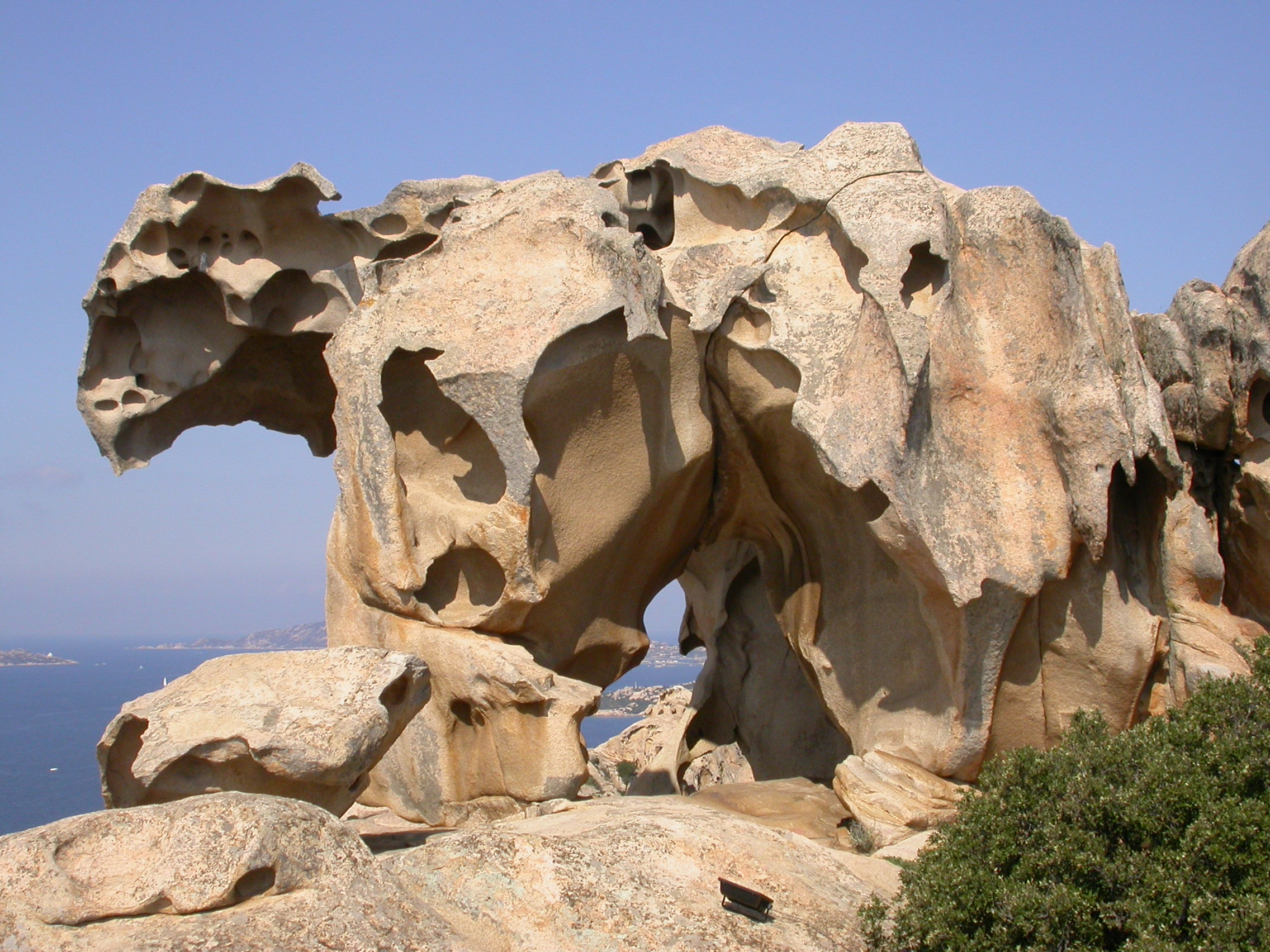

Населення — 4204 особи (2014).

## Демографія
Населення за роками:

Станом на 1 січня 2023 року в муніципалітеті офіційно проживали 482 іноземці з 47 країн, серед них 304 громадяни країн Євросоюзу та 48 громадян України.

## Сусідні муніципалітети
- Арцакена
- Ла-Маддалена
- Санта-Тереза-Галлура
- Темпіо-Паузанія